# 菲牛蛭
菲牛蛭（学名：Poecilobdella manillensis）为医蛭科牛蛭属的动物，俗名马尼拟医蛭。分布于印度尼西亚、菲律宾、印度、孟加拉、斯里兰卡、缅甸、泰国、越南、台湾以及中国大陆的福建、广东、广西、海南、香港等地，多见于水田、水沟或池塘里。该物种的模式产地在菲律宾吕宋岛。
菲牛蛭为医蛭科牛蛭属的动物，俗名马尼拟医蛭。分布于印度尼西亚、菲律宾、印度、孟加拉、斯里兰卡、缅甸、泰国、越南、台湾以及中国大陆的福建、广东、广西、海南、香港等地，多见于水田、水沟或池塘里。
菲牛蛭(5张)菲牛蛭在广西俗称金边蚂蟥，是广西特色的药用动物资源。菲牛蛭唾液腺分泌的天然水蛭素（净雪皇生物工程标准化养殖、研发、生产、销售）是目前世界上所发现的物质中较强的天然抗凝血酶物质，对治疗心脑血管疾病尤其是脑中风等有较高的疗效。
菲牛蛭也是最近两年来市场上比较紧俏的水蛭品种之一，目前在药材市场问不出价格来，因为在市场上多以活体和冷冻体出售，目前体内水蛭素含量比较高的水蛭品种之一，一般出口较多，多用于提取水蛭素，其食性比较杂，尤以血液为主，但是我国适宜菲牛蛭养殖基地的地点仅限福建、广西、广东、海南、云南等热带地区，其它比较寒冷的地区要是能解决冬季冬眠问题则也可以养殖。